# Cydalima laticostalis
Cydalima laticostalis is een vlinder uit de familie van de grasmotten (Crambidae), uit de onderfamilie van de Spilomelinae. De wetenschappelijke naam van deze soort is voor het eerst voorgesteld als Margarodes laticostalis door Achille Guenée in een publicatie uit 1854.
De spanwijdte bedraagt ongeveer 4 centimeter.

## Verspreiding
De soort komt voor in China, India, Bhutan, Bangladesh, Sri Lanka, Andamanen, Myanmar, de Filipijnen, Thailand, Maleisië (Malakka, Sabah, Sarawak), Indonesië, Papoea-Nieuw-Guinea, Australië (Queensland), Samoa en Vanuatu.

## Waardplanten
De rups leeft op Aglaia dookkoo Griff. (Meliaceae).